# 维图斯·白令
维图斯·约納森·白令（丹麥語：Vitus Jonassen Bering，發音：[ˈviːtsʰus ˈjoːnæsn̩ ˈpe̝(ː)ɐ̯e̝ŋ]；1681年8月—1741年12月19日），俄语名字为伊万·伊万诺维奇·白令（羅馬化：Ivan Ivanovich Bering），出生于丹麦霍尔森斯，是一位俄罗斯海军中的丹麦探险家。

## 生平
白令受彼得一世的邀请参加當时新建立的俄罗斯海军成为其中的一个舰長，在对瑞典的战争中他成绩优秀，此后他又参加对土耳其的战争。他与一个俄罗斯人结婚，1715年他最后一次回到丹麦。1725年他奉彼得的命令开始对西伯利亚的北岸进行考察。1728年他到达亚洲的最东端。1730年他回到圣彼得堡，当时他患重病，在他远征探险的这段时间里，他有五個孩子死亡。1735年他再次奉令来到鄂霍次克海，1740年他建立了堪察加彼得罗巴甫洛夫斯克，1741年他从这里向美洲进发。一场风暴将他指挥的两条船分开了，白令本人看到了阿拉斯加的南岸。在回彼得罗巴甫洛夫斯克的路上，他还发现了属于阿留申群岛的一些岛屿，但这时他已重病在身，无法指挥他的船了。他们漂泊到科曼多尔群岛的一个无人居住的小岛上，在那里白令和他船上的其他28名水手病死。今天这个岛被命名为白令岛。他船上剩下的77名水手中的46人后来回到了他们出发的港口。
白令海峡、白令海、白令岛和白令地峡都是以他的名字命名的。
1991年8月，一支苏联—丹麦的考古队发现了白令和其他五位水手的墓。他们的遗体被运回莫斯科。通过考古学的方法白令的原像可以重现。白令的牙齿完好无损，说明他不是得坏血病死亡的。